# Ling Jing-huan
Ling Jing-huan (凌鏡寰T, Líng JìnghuánP; 7 aprile 1927 – Taoyuan, 14 luglio 2012) è stato un cestista taiwanese.

## Carriera
Con Taiwan ha disputato i Giochi olimpici di Melbourne 1956 e i Campionati del mondo del 1954.